# Eutharich
Eutharich (lateinisch Flavius Eutharicus; † um 523), genannt Ciliga, war ein Westgote und Ehemann der Ostgotenkönigin Amalasuntha.
Der Ostgote Theoderich der Große hatte 515 die Verbindung zwischen seiner Tochter Amalasuntha und Eutharich eingefädelt. Eutharich wird von dem gotischen Geschichtsschreiber Jordanes als entfernter Verwandter der Amaler bezeichnet, der in Hispanien lebte, was aber auch eine gezielte Falschinformation sein könnte, die von Theoderich in Umlauf gebracht wurde, um eine dynastische Legitimation zu erhalten. Im Jahr 519 bekleidete Eutharich zusammen mit dem oströmischen Kaiser Justin I. das Consulat (Cassiodor hat ihm dafür seine Chronik gewidmet). Er wurde vom Kaiser als „Waffensohn“ angenommen und sollte nach Theoderichs Tod mit oströmischer Billigung seine Nachfolge als rex und Herrscher Italiens bzw. Westroms antreten (siehe Ostgotenreich).
Ansonsten ist nur wenig über Eutharich bekannt. Er war aber wohl ein erfahrener Soldat, da eine militärische Eignung letztendlich für die Führung des exercitus Gothorum, des (ost-)gotischen Heeres, unerlässlich war. Er galt als römerfreundlich, aber auch als streng arianisch gesinnt. Eutharich starb vor Theoderich († 526) und hinterließ zwei Kinder, Athalarich und Matasuentha. Mit seinem überraschenden Tod brach eine Sukzessionskrise aus, da Athalarich bei Theoderichs Tod noch ein Kind war und der Vormundschaft bedurfte.